# Светлицк
Светлицк — деревня в Пировском районе Красноярского края в составе Кириковского сельсовета.

## География
Находится примерно в  12 километрах по прямой на юго-восток от районного центра села Пировское.

## Климат
Климат резко континентальный. Самый теплый месяц — июль, со средней температурой +17,8 °С, с абсолютным максимумом +34,6 °С. Самый холодный месяц — январь: средняя температура составляет –20,1 °С, абсолютный минимум –52,5 °С. 

## История
Основана деревня в 1909 году. Альтернативные названия Покровск и Февральская (последнее название попытались ввести сверху в 1922 году, но оно не прижилось ). В 1926 году учтено было 203 жителя, преимущественно русских.  В советское время работал колхоз им. Молотова.

## Население
Постоянное население составляло 20 человека в 2002 году (90% русские),  0 в 2010.